# كركي متوج أرمد
كركي متوج أرمد أو غُرْنُوق أرمد أو غِرْنِيق أرمد (الإسم العلمي:Balearica regulorum)، هو نوع من الطيور يتبع فصيلة الكركية، تستوطن في قارة أفريقيا.